# Gaál-Szabó Beáta
Gaál-Szabó Beáta (Budapest, 1994. augusztus 27. –) labdarúgó, középpályás. Jelenleg az MTK Hungária FC labdarúgója, kölcsönben a Budapest Honvéd csapatában szerepel.

## Pályafutása

### Klubcsapatban
2003-ban a MAC–Népstadion csapatában kezdte a labdarúgást. 2007-ben igazolt az MTK.hoz. Az élvonalban 2010. augusztus 29-én mutatkozott be hazai pályán a Győri Dózsa ellen, ahol csereként állt be a 78. percben Zvara Tímea helyett és 2–2-es döntetlen született. Az MTK-val három bajnoki címet szerzett. 2013 nyarától kölcsönben a Budapest Honvéd csapatában játszik.

## Sikerei, díjai
- Magyar bajnokság
  - bajnok: 2010–11, 2011–12, 2012–13